# Pinky (strip)
Pinky je naslovni lik talijanske humoristične strip serije koju je stvorio Massimo Mattioli.

## Pozadina
Strip je debitirao u dječjem časopisu Il Giornalino u listopadu 1973. Tijekom godina, Pinky je postao najomiljeniji lik i maskota časopisa. U seriji se pojavljuje mali ekscentrični ružičasti zeko po imenu Pinky, koji radi kao fotoreporter za novine ("La notizia") kojima upravlja taštni, tiranski i sebični slon Perry. Njegova je misija fotografirati bilo koji čudan događaj ili bizarnog građanina.